# Territorialismo
Il territorialismo fu un movimento politico ebraico che reclamava la creazione di un territorio (o di territori) sufficientemente grande, non necessariamente nella Terra d'Israele e non necessariamente pienamente autonomo.

## Sviluppo del territorialismo
Prima del 1905 alcuni leader sionisti presero in seria considerazione proposte relative alla creazione di uno stato ebraico in luoghi diversi dalla Palestina. Der Judenstaat di Theodor Herzl presentava argomentazioni a favore di uno stato ebraico o in Palestina, "la nostra sempre indimenticabile casa storica", o in Argentina, "uno dei paesi più fertili del mondo". Molti dei gruppi sionisti socialisti erano più territorialisti che sionisti, come il Partito sionista socialista operaio di Nachman Syrkin.
La Jewish Colonization Association, creata nel 1891 dal barone Maurice de Hirsch, era volta a facilitare l'emigrazione di massa degli Ebrei russi e da altri paesi europeo-orientali, insediandoli in colonie agricole o terre acquistate dal comitato, particolarmente in America del Nord e del Sud (specialmente in Argentina).
Nel 1903 i ministri del governo britannico suggerirono il Programma per l'Uganda Britannica, terra per uno stato ebraico in "Uganda" (in effetti nel moderno Kenya). Herzl inizialmente respinse l'idea, preferendo la Palestina, ma, dopo il pogrom di Chișinău dell'aprile 1903, presentò una controversa proposta al Sesto Congresso Sionista per esaminare l'offerta come misura temporanea per gli Ebrei russi in pericolo. Nonostante la sua natura emergenziale e temporanea, la proposta si rivelò tuttavia fonte di molte divisioni, e la diffusa opposizione al piano fu dimostrata dall'abbandono in segno di protesta guidato dalla delegazione ebraica russa al Congresso. Pochi storici credono che tale progetto di insediamento avrebbe potuto attrarre gli immigranti, il sostegno finanziario ebraico, o l'appoggio politico internazionale. Poiché vi era un forte sostegno da parte di alcuni membri della direzione sionista, tuttavia, la pace nel movimento fu conservata mediante la prassi parlamentare consolidata di votare per costituire un comitato incaricato di esaminare la possibilità, che fu infine abbandonata solo nel 7º Congresso Sionista nel 1905.
In risposta a questa iniziativa, l'Organizzazione territorialista ebraica (Jewish Territorialist Organization) guidata da Israel Zangwill si staccò dal movimento sionista. Tale organizzazione, poi sciolta nel 1925, tentò poi di localizzare territori adatti all'insediamento ebraico in varie parti d'America (ad es. Galveston), Africa, Asia e Australia, ma con scarso successo.
A parte la Jewish Territorialist Organization, anche dentro l'URSS vi fu uno sforzo territorialista in Ucraina, in Crimea e poi in una regione che circonda il Birobidžan, dove nel 1934 fu creata una Regione autonoma ebraica. L'Oblast' autonoma ebraica (russo: Евре́йская автоно́мная о́бласть, Yevreyskaya avtonomnaya oblast; yiddish: ייִדישע אווטאָנאָמע געגנט, yidishe avtonome gegnt), compresa nel Circondario federale dell'Estremo Oriente, ha mantenuto lo status di oblast autonoma della Russia.
A partire dal 1936, ed a fasi alterne fino al 1938, il governo italiano ipotizzò la creazione di una colonia ebraica nell'Africa Orientale Italiana, progetto poi definitivamente abbandonato con il progressivo allineamento italiano alle posizioni tedesche.
Di fronte all'incombente genocidio nazista, nel 1935 Isaac Steinberg fondò la Lega per la Terra Libera negli Stati Uniti. Questa organizzazione tentò, senza successo, di perseguire l'autonomia ebraica ottenendo una vasta porzione di territorio in aree scarsamente popolate in Ecuador, Australia o Suriname. Una delle iniziative più note fu il Piano Kimberley, per acquisire terra in Australia. Dopo la fondazione dello Stato di Israele, nel 1948, Steinberg aveva criticato la politica esclusivista del governo sionista e continuò i suoi tentativi di creare un insediamento ebraico non nazionalista in qualche altra regione del mondo. Dopo la morte di Steinberg nel 1957 la Lega per la Terra Libera fu guidata da Mordkhe Schaechter, che cambiò gradualmente l'obiettivo dell'organizzazione verso finalità più culturali.

## Il territorialismo nella cultura di massa
Il racconto poliziesco di storia alternativa del 2007 Il sindacato dei poliziotti yiddish, dell'autore statunitense Michael Chabon, è ispirato al Rapporto Slattery del 1939 e basato sull'ipotesi che, dopo la Seconda guerra mondiale, un insediamento temporaneo di lingua yiddish per esuli ebrei sia stato fondato in Alaska nel 1941, e che lo Stato di Israele sia stato distrutto nel 1948. Questo racconto può essere considerato una storia alternativa d'impronta territorialista (benché lo scrittore non condivida l'ideologia di questo movimento).